# 捍衛任務3：全面開戰
《捍衛任務3：全面開戰》（英語：John Wick: Chapter 3 – Parabellum，或稱作）是一部2019年美國新黑色動作驚悚片，由查德·史塔赫斯基執導，德瑞克·柯斯達、沙伊·哈頓、克里斯·柯林斯及馬可·阿布拉姆斯共同編劇。本片為2017年電影《捍衛任務2：殺神回歸》的續集，以及《捍衛任務》系列的第三部電影作品，同時為該系列中首部於香港被評為三級片之作品。
故事敘述當約翰·維克在大陸飯店殺死了一名高階成員後，因而被高桌會「驅逐」，一份價值1400萬美元的全球驅逐令使他成為了各路殺手及黑暗界的目標；被禁止使用大陸飯店服務的約翰為了活下去，必須設法殺出一片血路，以逃出紐約市。其主演包括基努·李維、荷莉·貝瑞、勞倫斯·費許朋、馬克·德可斯可、艾夏·凱特·狄倫、藍斯·瑞迪克、安潔莉卡·休士頓和伊恩·麥克夏恩。
該片2018年5月在紐約市開拍，並由獅門娛樂安排2019年5月17日在美國上映。《捍衛任務3：全面開戰》獲得了影評人多數正面的評價，大多對片中的武打編排、視覺風格及李維的表現表示讚賞。續集《捍衛任務4》於2023年推出。

## 劇情
在通緝令發布後不到一個小時，前退休殺手約翰·維克成為了地下界的名人，並不斷地在曼哈頓四處逃竄。約翰殺死高桌會（High Table）新成員桑提諾·德安托紐後，被高層人員宣布逐出組織並為此獲得1400萬美元的懸賞令。約翰到紐約公共圖書館中取得了被秘密保存的十字架項鍊及一枚含有「標記」的血誓勳章。在從多名刺客手中逃出後，約翰找上了白俄羅斯刺客集團拉斯卡·羅馬的領導者——總監，對方接受以十字項鍊來換作「車票」，來引渡約翰至摩洛哥卡薩布蘭加。
與此同時，高桌會的審判員會見了紐約市大陸飯店溫斯頓及地下網路的領導者包厘幫之王。審判員告誡兩人幫助約翰殺死了桑提諾，因而兩人都有七天時間放棄權力，否則得面臨嚴重的後果。
在卡薩布蘭加，約翰找上了舊識兼卡薩布蘭加大陸飯店的管理者蘇菲亞。他拿出「標記」以希望對方透過蘇菲亞的前老闆貝拉達來找出高桌會成員——長老，藉此撤銷通緝令。貝拉達向約翰表示，約翰能在沙漠中遊蕩直到無法再行走，便有望遇見長老。為了利益交換，貝拉達要求蘇菲亞留下一隻狗；當蘇菲亞拒絕時，貝拉達朝牠開槍（雖然因防彈背心而倖存下來），這使憤怒的蘇菲亞開槍攻擊貝拉達。約翰和蘇菲亞並肩作戰對抗大批敵方人馬後，兩人離開對方的古堡並逃往沙漠。
蘇菲亞兌現了她的「標記」後，將約翰留在了沙漠。約翰在沙漠中漫遊直到他筋疲力盡地倒下，但及時被長老的人發現。約翰解釋了他的行為，並表示他非常渴望能夠為了記住愛妻的愛而活著。長老同意原諒約翰，但前提是要他暗殺溫斯頓並繼續為高桌會效命至死。為了表明他的承諾，約翰切斷了自己的無名指，並將結婚戒指交給了長老。
與此同時，審判員招募了日式料理店老闆兼刺客傑洛和他的徒弟們來追殺約翰。在傑洛的幫助下，審判員向總監與包厘幫之王分別進行了懲罰，為此使兩人都受了傷。約翰回到紐約市後隨即被傑洛等人追殺，但他逃到大陸飯店並得到庇護。溫斯頓鼓勵約翰不要作為一個殺手而死，而是應作為一個被妻子所愛的男人而活。
審判員抵達後，溫斯頓拒絕放棄他的位置，而約翰則拒絕殺死溫斯頓。因此，審判員解除了紐約大陸飯店的禁武，以允許在大樓內進行殺戮。審判員隨後通知傑洛等人，並派出人數坐滿兩輛公車、且穿戴高防護武裝的高層執法者來協助他們。在飯店接待員沙隆的幫助下，約翰從執法者們手中捍衛了飯店，並借用飯店的穿甲彈與獵槍殺光他們。約翰制伏了傑洛的徒弟們後，持武士刀與傑洛對決，最終傑洛決鬥中被約翰奪刀刺穿身體。
約翰將傑洛留在原地赴死後，審判員與溫斯頓進行了談判，溫斯頓將其叛亂解釋為兵力展示，並表明自己的懺悔。在約翰抵達後，審判員認定他是此會談的威脅，使溫斯頓朝約翰開槍，導致約翰失足從飯店的屋頂上摔下來。紐約大陸飯店重新投入運營，但審判員告訴溫斯頓約翰的屍體已消失，約翰的存在仍對他們兩人構成了威脅。溫斯頓一派輕鬆地不予置評。與此同時，受重傷的約翰被送到傷痕累累的包厘幫之王身旁，他告訴約翰自己對高桌會表示憤怒，並將與他們開戰。當他詢問約翰是否有同樣的感覺後，約翰表示同意。

## 演員
| 演員                             | 角色                                      | 備註 |
| 基努·李維 Keanu Reeves           | 強納森·「約翰」·維克 Jonathan "John" Wick | 前退休殺手，其名字令人聞風喪膽，且關於其傳說皆被稀釋過。原名為賈達尼·喬沃諾維奇（Jardani Jovonovich），出生於白俄羅斯的一個村莊。 |
| 荷莉·貝瑞 Halle Berry            | 蘇菲亞·阿-拉茲沃 Sofia al-Azwar           | 卡薩布蘭加大陸飯店的管理者。刺客、約翰的密友兼「標記」的對象。                                                                    |
| 勞倫斯·費許朋 Laurence Fishburne | 包厘幫之王 The Bowery King                | 約翰的舊識，地下犯罪集團幫主，掌管著紐約市的乞丐們。                                                                              |
| 馬克·德可斯可 Mark Dacascos      | 傑洛 Zero                                 | 日式料理店老闆兼刺客，對約翰的傳奇意外感興趣而答應審判員追殺他。                                                                  |
| 艾夏·凱特·狄倫 Asia Kate Dillon  | 審判員 The Adjudicator                    | 高桌會成員，被派遣至紐約大陸飯店對有關人士進行整肅。                                                                              |
| 藍斯·瑞迪克 Lance Reddick        | 沙隆 Charon                               | 紐約大陸飯店的接待員，同時也是約翰的老友。                                                                                        |
| 安潔莉卡·休士頓 Anjelica Huston  | 總監 The Director                         | 高桌會成員，白俄羅斯刺客集團拉斯卡·羅馬的領袖兼芭蕾舞團總監，也是約翰的保護者。                                                   |
| 伊恩·麥克夏恩 Ian McShane        | 溫斯頓 Winston Scott                      | 紐約大陸飯店的管理者兼經理，同時也是約翰的老友。                                                                                  |
| 薩伊德·塔馬歐尼 Saïd Taghmaoui   | 長老 The Elder                            | 高桌會首脑，隱居於沙漠中。 |

此外，傑森·曼薩凱斯飾演包厘幫之王的左右手滴答人（Tick Tock Man）。托比亞斯・席格回歸飾演包厘幫成員厄爾（Earl）。傑羅姆·弗林飾演貝拉達（Berrada），高桌會的鑄幣人、卡薩布蘭加大陸飯店的前管理者。雅彥·魯伊安和希塞普·阿里夫·拉哈姆飾演傑洛的兩名忍者徒弟。金德文飾演替約翰療傷的黑市醫生；羅賓·羅德·泰勒飾演高桌會的行政人員。NBA籃球員博班·馬揚諾維奇客串飾演恩尼斯（Ernest），在圖書館襲擊約翰的刺客；陳虎飾演三合會刺客；美國芭蕾舞員尤妮蒂·費蘭飾演魯妮（Rooney），白俄羅斯刺客集團旗下的殺手；該角色於外傳電影《捍衛任務：復仇芭蕾》回歸，改由安娜·德哈瑪斯出演。

## 製作

### 發展
2016年10月，前兩部《捍衛任務》的導演查德·史塔赫斯基表示，第三部《捍衛任務》電影正在計劃中。2017年6月，據報導，前兩部電影的編劇德瑞克·柯斯達將回歸撰寫劇本。2018年1月，據報導，查德·史塔赫斯基將回歸擔任導演，而基努·李維也會再次擔任主演。
據李維所述，片名取自著名的4世紀羅馬軍事名言「如果你想要和平，就要為戰爭做準備」。

### 選角
2018年1月，據報導，在基努·李維確認回歸主演後，真田廣之正在會談加入演出。其他回歸演出的演員包括伊恩·麥克夏恩、露比·蘿絲、藍斯·瑞迪克及勞倫斯·費許朋。2018年5月，荷莉·貝瑞、艾夏·凱特·狄倫、安潔莉卡·休士頓、馬克·德可斯可、傑森·曼薩凱斯、陳虎、雅彥·魯伊安及希塞普·阿里夫·拉哈姆加入演出。2018年11月，薩伊德·塔馬歐尼證實自己也參與了該片的演出。

### 拍攝
電影2018年5月在美國紐約市和蒙特婁以及俄羅斯和西班牙等地開始進行主要拍攝。荷莉·貝瑞在接受吉米·法倫採訪時說：「我在排練時弄斷了三根肋骨」。

## 音樂
《捍衛任務3：全面開戰》的配樂由泰勒·貝茲及喬爾·J·李察負責，而原聲帶的發行商為瓦雷茲·薩拉班德。
劇情中日本壽司店的背景音樂採用卡莉怪妞的〈忍者棒棒〉。

## 發行
《捍衛任務3：全面開戰》在美國由獅門娛樂發行並定於2019年5月17日上映。

## 迴響

### 評價
匯總媒體網站爛番茄基於358條評論，該片持有89%的新鮮度，平均評分為7.5／10；該網站共識：「《捍衛任務3：全面開戰》重新注入了額外的精采、該系列粉絲所需的過頭動作編排。」而在Metacritic上則獲得了73分（滿分100）。據CinemaScore調查，觀眾的迴響在A+至F間落於「A-」，評價正面。

### 票房
在美國和加拿大，《捍衛任務3：全面開戰》與《狗狗的旅程》、《太陽也是一顆星星》，該片被外界預估能在首映週末開出約3500萬美元的票房成績。該片於週四晚間試映的先行場取得590萬美元，該成績更勝前兩集。該片首日票房達2270萬美元（含週四的票房），這使預估值增加至5600萬美元。在美國首週開出5700萬美元的票房佳績，成為首部擠下《復仇者聯盟：終局之戰》冠軍位置的電影。
台灣方面，首日票房為新台幣1137萬元；首週五天票房為新台幣6639萬元；次週票房累計至新台幣1.09億元；第三週票房累計至新台幣1.28億元；第四週票房累計至新台幣1.37億元；最終全台票房為新台幣1.42億元。
| 上一届： 《復仇者聯盟：終局之戰》 | 2019年美國週末票房冠軍 第20週 | 下一届： 《阿拉丁》 |
| 上一届： 《POKÉMON 名偵探皮卡丘》 | 2019年台北週末票房冠軍 第20週 | 下一届： 《阿拉丁》 |

## 榮譽
| 獎項     | 舉行日期      | 類別               | 提名人                                                  | 結果 | 參考   |
| -------- | ------------- | ------------------ | ------------------------------------------------------- | ---- | ------ |
| 金預告獎 | 2019年5月29日 | 最佳動作           | 《捍衛任務3：全面開戰》「Conversation」，獅門，AV Squad | 獲獎 | [ 34 ] |
| 金預告獎 | 2019年5月29日 | 最佳表現           | 《捍衛任務3：全面開戰》                                 | 獲獎 | [ 34 ] |
| 金預告獎 | 2019年5月29日 | 最佳夏季大片       | 《捍衛任務3：全面開戰》「Conversation」，獅門，AV Squad | 獲獎 | [ 34 ] |
| 土星獎   | 2019年9月13日 | 最佳動作或歷險電影 | 《捍衛任務3：全面開戰》                                 | 提名 | [ 35 ] |
| 土星獎   | 2019年9月13日 | 最佳男主角         | 基努·李維                                               | 提名 | [ 35 ] |
| 土星獎   | 2019年9月13日 | 最佳剪輯           | 伊凡·席夫                                               | 提名 | [ 35 ] |

## 續集
2019年4月，李維表示只要電影獲得成功，他將繼續製作續集。2019年5月20日，官方宣布《捍衛任務4》定於2021年5月21日在美國上映。之後，美國上映日改至2022年5月27日。

## 外部連結
- 互联网电影数据库（IMDb）上《捍衛任務3：全面開戰》的资料（英文）
- AllMovie上《捍衛任務3：全面開戰》的资料（英文）
- 爛番茄上《捍衛任務3：全面開戰》的資料（英文）
- Metacritic上《捍衛任務3：全面開戰》的資料（英文）
- Box Office Mojo上《捍衛任務3：全面開戰》的資料（英文）
- 開眼電影網上《捍衛任務3：全面開戰》的資料（繁體中文）
- 豆瓣电影上《捍衛任務3：全面開戰》的資料 （简体中文）
- 时光网上《捍衛任務3：全面開戰》的資料（简体中文）